# Liste portugiesischer Kameraleute
Diese Liste führt Kameraleute aus Portugal und solche auf, die regelmäßig oder zumindest schon mehrfach für den portugiesischen Film gearbeitet haben (alphabetisch, nach Nachnamen). Sie erhebt dabei keinen Anspruch auf Vollständigkeit.

## A
- Javier Aguirresarobe (* 1948), spanischer Kameramann
- Acácio de Almeida (* 1938), portugiesischer Kameramann
- Samuel Amaral
- Paulo Ares
- Carlos Assis
- Hugo Azevedo
- Pedro Azevedo

## B
- Manuel Pinto Barros
- Mário Barroso (* 1947), portugiesischer Kameramann und Regisseur
- Mário Bastos
- Renato Berta (* 1945), Schweizer Kameramann
- Octávio Bobone
- João Pedro Botelho
- Luis Branquinho
- Tomás Brice

## C
- Augusto Cabrita
- JP Caldeano
- Pedro Cardeira
- Inês Carvalho (* 1971), portugiesische Kamerafrau
- Mário de Carvalho (* 1950)
- Mário Castanheira
- João Cerqueira
- Luís Correia
- Manuel Costa e Silva (1938–1999), Kameramann und Filmregisseur
- Mário Melo Costa
- Tony Costa

## D
- Guilherme Daniel
- Daniel del Negro
- Edmundo Díaz (* 1965), mexikanischer Kameramann und Filmeditor
- Salazar Dinis
- Silvia Diogo
- Duarte Domingos

## E
- Pedro Emaúz
- António Escudeiro (1933–2018), portugiesischer Kameramann und Filmregisseur
- Octávio Espírito Santo
- Vitor Estevão

## F
- Leandro Ferrão
- Iana Ferreira
- Teresa Ferreira
- Ricardo Filiage
- Fernando Fragata (* 1969), portugiesischer Filmregisseur
- Lee Fuzeta

## G
- Heinrich Gärtner (1895–1962), österreichisch-spanischer Kameramann und Filmregisseur
- Emanuel Garcia
- Susana Gomes
- Inês Gonçalves
- Bruno Grilo
- Fábio Guerreiro
- Mário Guilherme

## I
- Francesco Izzarelli (1903–1993), italienischer Kameramann

## L
- Sabine Lancelin (* 1959), belgische Kamerafrau
- Francisco Lobo
- Carlos M. Lopes
- Miguel Sales Lopes
- José António Loureiro

## M
- Emmanuel Machuel (* 1934), französischer Kameramann
- Miguel Manso
- David Marques
- Pedro J. Márquez
- Paulo Martinho
- Diogo Martins
- Mario Masini (1939–2023), italienischer Kameramann
- António Mendes
- Aquilino Mendes
- Paulo Menezes
- Luc Mirot
- António Morais
- João Lança Morais
- João Moreira
- Fábio Mota
- Edgar Moura

## N
- Pedro Negrão
- Daniel Costa Neves
- Ricardo Nogueira

## P
- Pedro Patrocínio

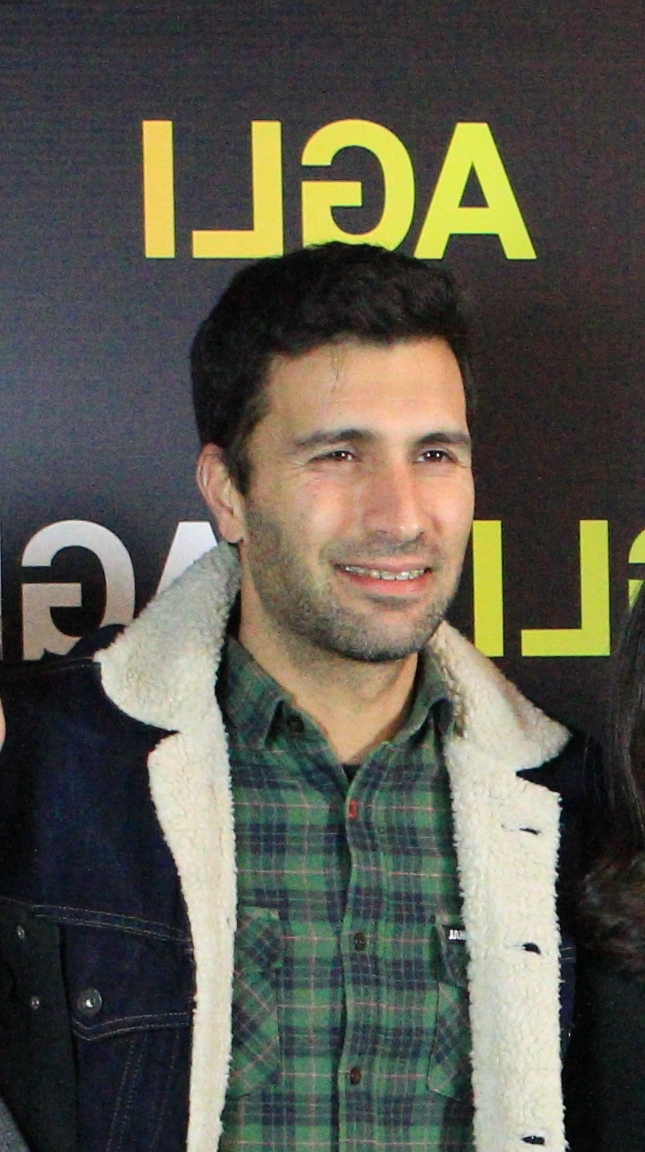
Jorge Pelicano

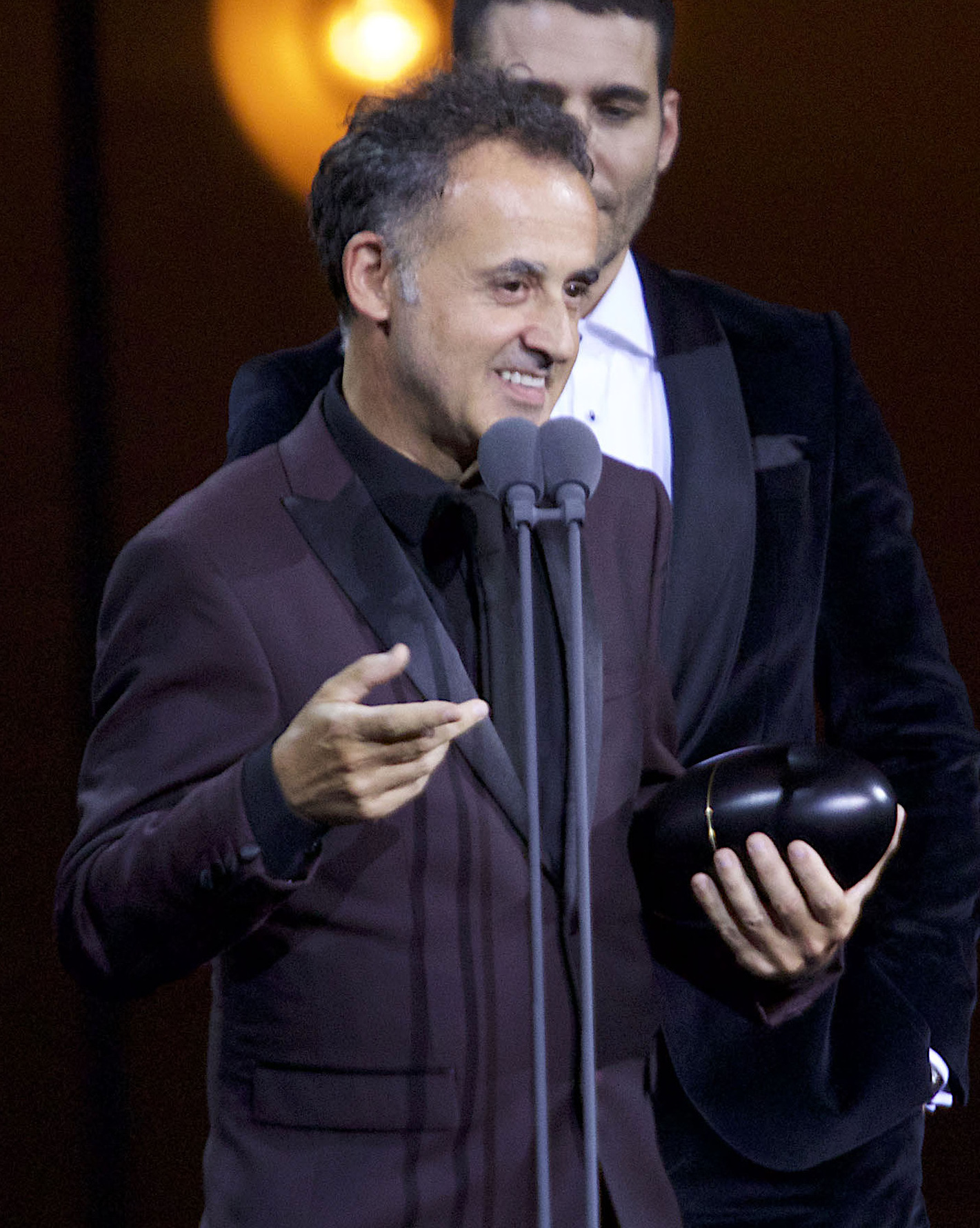
Rui Poças

- Jorge Pelicano (* 1977), portugiesischer Dokumentarfilmer und Fernsehkameramann
- Lisa Persson
- Marta Pessoa (* 1974), portugiesische Filmregisseurin, Kamerafrau und Filmproduzentin
- Edmond Pitarma
- João Pedro Plácido
- Rui Poças (* 1966), portugiesischer Kameramann
- Ricardo Prates

## Q
- Perdigão Queiroga
- Jorge Quintela

## R
- José Rato
- João Ribeiro
- Miguel Robalo
- Elso Roque (* 1939), portugiesischer Kameramann

## S
- Carlos Santana
- Andreia Santos
- Carlos Santos
- Cristiano Santos
- Eberhard Schedl
- Carlos Sequeira
- Eduardo Serra (* 1943), portugiesisch-französischer Kameramann und Filmregisseur
- Henrique Serra
- Luís Silva
- Leonardo Simões
- Takashi Sugimoto
- André Szankowski

## T
- Rodrigo Tavares
- José Tiago
- Leonor Teles
- Artur Tort

## V
- Leandro Vaz da Silva
- Adolpho Veloso
- Martim Vian
- Vasco Viana
- Francisco Vidinha

## X
- Rui Xavier